# راي بارنهارت
راي بارنهارت (بالإنجليزية: Ray Barnhart)‏ (و. 1928 – 2013 م) هو سياسي من الولايات المتحدة الأمريكية . تولى منصب عضو مجلس النواب تكساس .
وهو عضو في الحزب الجمهوري .

## التعليم
تعلم في Elgin High School، وجامعة هيوستن.